# Marisa Ferrer
Marisa Ferrer (née à Alger le 9 novembre 1896 et morte à Paris 17e le 31 décembre 1972) est une cantatrice soprano française.

## Discographie sélective
- Berlioz, Les Troyens, Jean Giraudeau (Énée), Marisa Ferrer (Cassandre et Didon), Charles Cambon (Chorèbe et Narbal), Yvonne Corke, BBC Theatre Chorus, Royal Philharmonic Orchestra, dir. Sir Thomas Beecham. Enregistrement public presque intégral de la version originale en français. 3 CD Somm (juin 1947, ℗ 2010).